# Месса Танго (Бакалов)
"Месса Танго" ("Misa Tango") – классическая литургическая месса в ритмах танго, написанная в 1997 году итальянским композитором, аргентинцем по происхождению Луисом Бакаловым.
«Танго всегда звучит в моих концертах, даже если я играю классическую музыку. Что же касается мессы ... Я много писал для католических богослужений. И когда мне заказали это произведение, для меня главным была идея единого Бога для всех - для мусульман, иудеев, католиков. Поэтому соединил два стиля» .

## Первое исполнение
Месса Танго впервые была исполнена в Риме в 2000 году.
Российская премьера состоялась под управлением автора в московском парке "Сокольники" 6 июля 2013 года. 
Исполнители: Mariana Rewerski (сопрано), Павел Баранский (баритон), Mosalini Juan José (бандонеон), Камерный оркестр Московской консерватории; Государственный академический русский хор имени А. В. Свешникова (художественный руководитель — Евгений Волков).

## Структура
Несмотря на то, что стандартный текст мессы значительно сокращен, композитор сохраняет каноническое деление мессы на 5 частей. 
1. 1. Kyrie: Andante "Senor ten piedad de nosotros"
2. 2. Gloria: "Gloria a Dios en las alturas"
3. 3. Credo: Tempo di Milonga - Comdombe "Credo en unico Dios"
4. 4. Sanctus: Lento flessibile - Moderato (Allegretto) "Santo, santo Senor Dio"
5. 5. Agnus Dei: Andante "Cordero de Dios"

Исполняется на испанском языке. Продолжительность: 32 минуты

## Состав исполнителей
- Меццо-сопрано соло
- Тенор соло
- Бандонеон соло
- Смешанный хор
- Симфонический оркестр

### Состав оркестра
- 2 флейты, флейта-пикколо,
- 2 гобоя,
- кларнет, бас-кларнет,
- 2 фагота, контрфагот,
- 4 валторны,
- 3 трубы,
- 3 тромбона и туба,
- фортепиано,
- литавры,
- ударные
- струнные[3]

## Известные записи
Оркестр и хор Национальной Академии св. Цецилии, Maria Ana Martinez (сопрано), Пласидо Доминго (тенор), Hector Ulises Passarella (бандонеон).
Дирижёр – Чон Мён Хун 